# Ричфилд (Минесота)
Ричфилд (енгл. Richfield) град је у америчкој савезној држави Минесота.

## Демографија
По попису из 2010. године број становника је 35.228, што је 789 (2,3%) становника више него 2000. године.
| Група             | 2000.          | 2010.          |
| Белци             | 27.125 (78,8%) | 22.260 (63,2%) |
| Афроамериканци    | 2.289 (6,6%)   | 3.242 (9,2%)   |
| Азијати           | 1.826 (5,3%)   | 2.163 (6,1%)   |
| Хиспаноамериканци | 2.158 (6,3%)   | 6.436 (18,3%)  |
| Укупно            | 34.439         | 35.228         |